# Luktelk

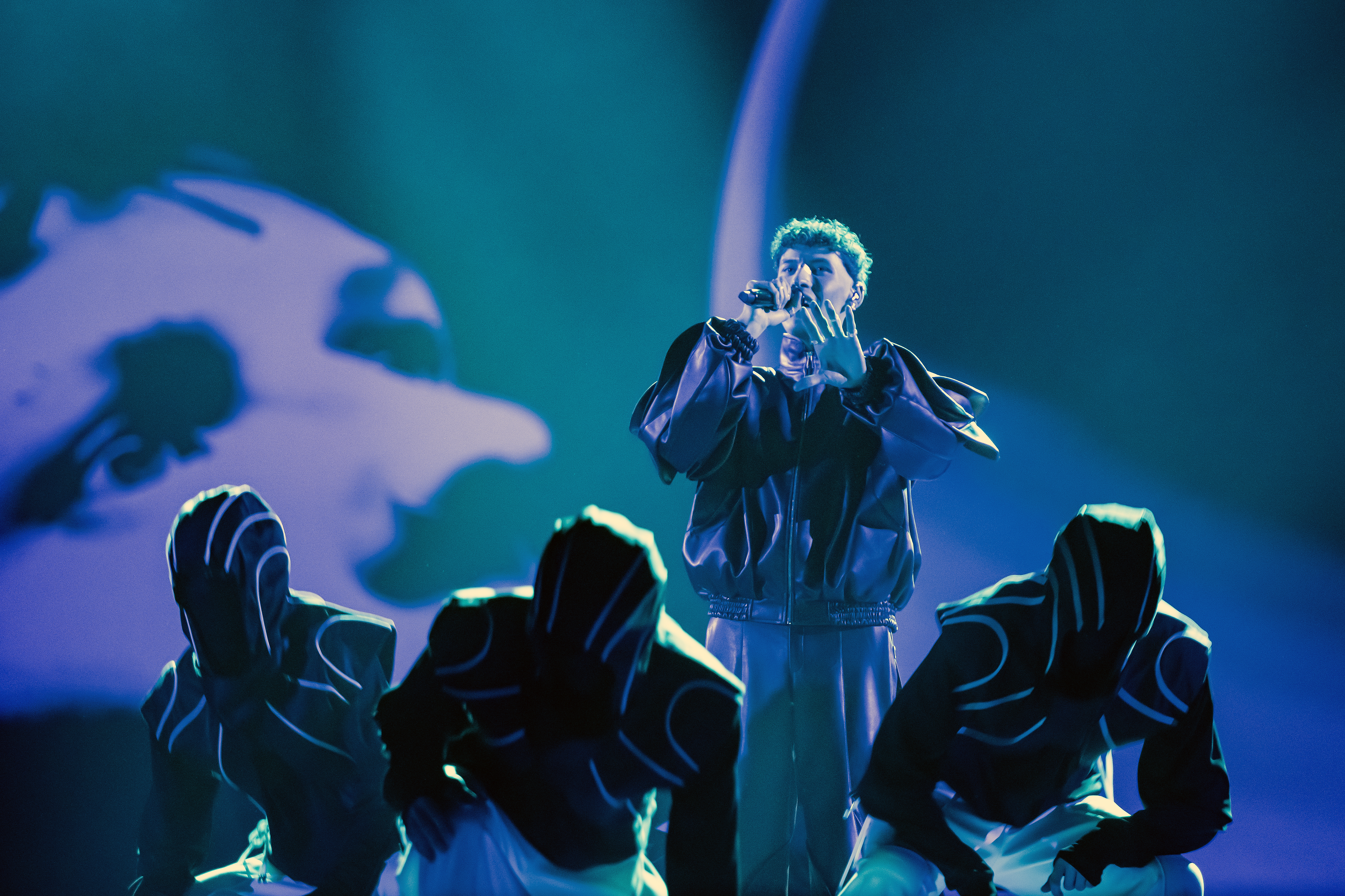
Silvester Belt mentre si esibisce sulle note di Luktelk alle prove semifinali dell'Eurovision Song Contest, 6 maggio 2024

Luktelk è un singolo del cantante lituano Silvester Belt, pubblicato l'11 gennaio 2024.
È stato candidato per due riconoscimenti ai M.A.M.A., vincendone uno. Ha anche ricevuto il riconoscimento della AGATA per il titolo del brano lituano più popolare radiofonicamente a livello nazionale dell'anno.

## Descrizione
Il brano è stato composto e scritto da Silvester Belt insieme a Džesika Šyvokaitė ed Elena Jurgaitytė e prodotto da Karolis Labanauskas e Linas Strockis. In un'intervista, Belt ha parlato dello sviluppo della canzone: "ci siamo seduti per scrivere, ed è venuta l'idea che sarebbe stato interessante provare noi stessi sul palco dell'Eurovision, quindi abbiamo deciso di scrivere una canzone proprio per questa avventura ".
La traccia è stata descritta come una canzone pop con influenze di musica elettronica e, ispirato al successo dei precedenti brani eurovisivi lituani Sentimentai e Stay, è scritto interamente in lingua lituana. Belt ha rivelato che i testi sono stati scritti con "l'intenzione che le consonanti assomiglino ad altre parole in altre lingue", in modo che la canzone fosse "più semplice e più comprensibile per gli stranieri".
In un'intervista, Belt ha affermato che la canzone parla dell'essere bloccati in un loop in stile Matrix:

## Promozione
Il 19 dicembre 2023, Luktelk è stato selezionato come uno dei 40 brani partecipanti a Eurovizija.LT, il festival musicale organizzato dall'emittente lituana LRT per selezionare il rappresentante lituano all'Eurovision Song Contest 2024. Il brano è stato sorteggiato per competere nella prima semifinale, qualificandosi direttamente alla serata finale svoltasi il 17 febbraio 2024. Nella finale la canzone si è qualificata nella superfinale a tre, insieme ai Shower con Impossible e The Roop con Simple Joy, ove il solo voto del pubblico che l'ha proclamato vincitore del festival e rappresentante lituano sul palco eurovisivo a Malmö, in Svezia.
Il 30 gennaio 2024 si è svolto il sorteggio da cui è risultato che la Lituania si sarebbe esibita nella prima parte della prima semifinale dell'Eurovision Song Contest 2024.
Il 7 maggio la canzone, nella prima semifinale, si è riuscita a qualificare per la finale arrivando quarta con 119 punti. L'11 maggio in finale si è posizionata quattordicesima su venticinque con 90 punti.

## Tracce
Testi e musiche di Džesika Šyvokaitė, Elena Jurgaitytė e Silvestras Beltė.
1. Luktelk – 2:41

## Classifiche
| Classifica (2024) | Posizione massima |
| ----------------- | ----------------- |
| Finlandia         | 44                |
| Grecia            | 32                |
| Lettonia          | 10                |
| Lituania          | 1                 |
| Svezia            | 83                |